# نيكوس أناستوبولوس

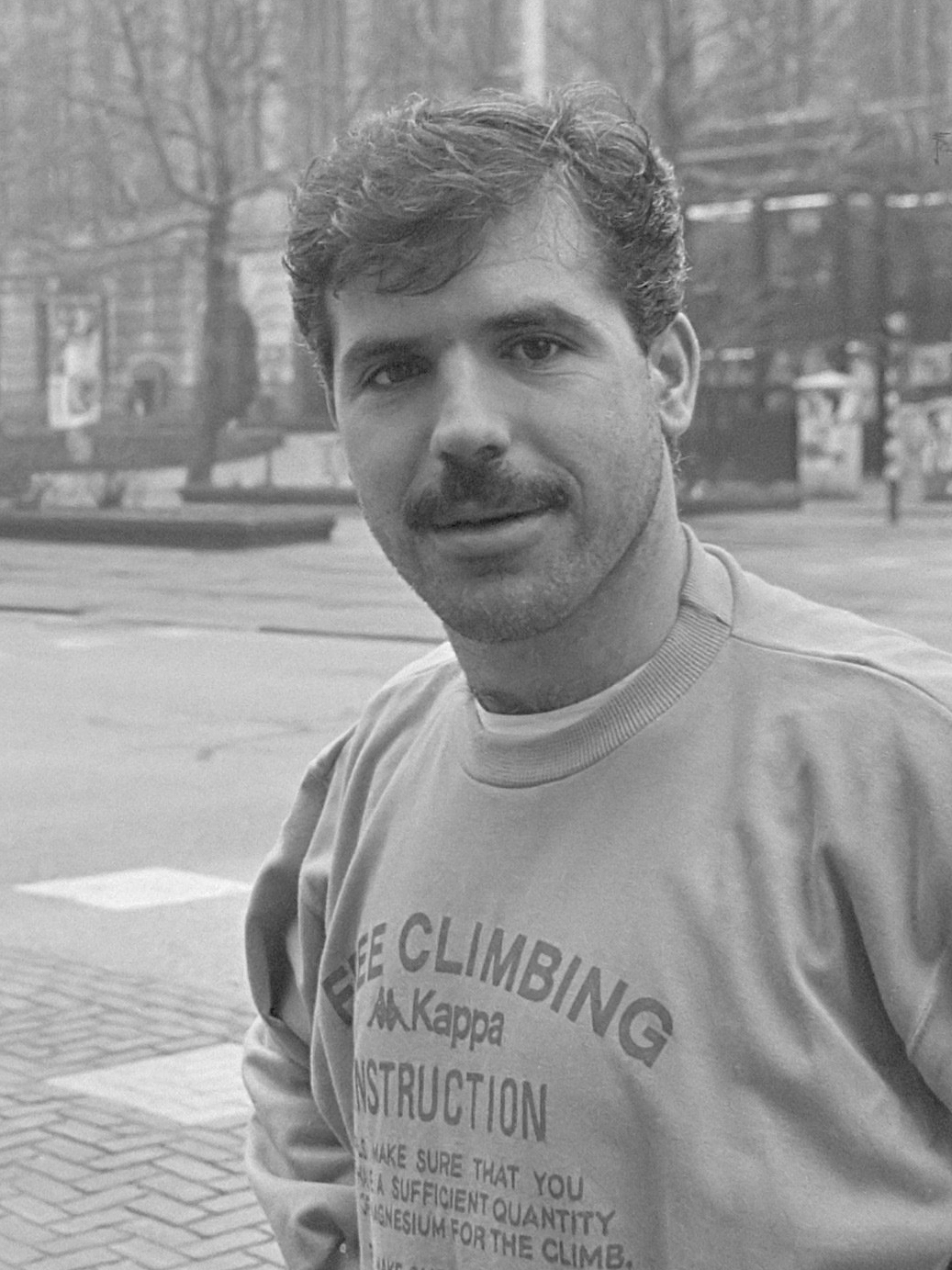
نيكوس سنة 1987

نيكوس أناستوبولوس (باليونانية: Νίκος Αναστόπουλος)‏، من مواليد 22 يناير 1958، لاعب كرة قدم يوناني سابق.
بدأ مسيرته الكروية مع نادي دافني، وبعدها انتقل إلى نادي بانيونيوس، حيث لعب لهم لأول مرة في عام 1978، وفي عام 1981 انتقل إلى نادي أولمبياكوس، وقد فاز بلقب هداف الدوري اليوناني أربعة مرات معهم في أعوام 1983 (29 هدف) و1984 (18 هدف) و1986 (19 هدف) و1987 (16 هدف)، وفي عام 1987 انتقل إلى نادي أفيلينو الإيطالي، ولكنه عاد إلى اليونان مرة أخرى، ولعب مع نادي بانيونيوس، وبعدها لعب مع نادي أولمبياكوس ولونيكوس، وعاد بعدها إلى نادي أولمبياكوس حيث أعتزل معهم كرة القدم.
و قد لعب مع منتخب اليونان لكرة القدم 75 مباراة وسجل 29 هدف، وهو الهداف التاريخي لمنتخب اليونان لكرة القدم.

## روابط خارجية
- نيكوس أناستوبولوس على موقع الاتحاد الأوربي (الإنجليزية)
- نيكوس أناستوبولوس على موقع قاعدة بيانات كرة القدم.إي يو (الإنجليزية)
- نيكوس أناستوبولوس على موقع ناشيونال فوتبول تيمز (الإنجليزية)
- نيكوس أناستوبولوس على موقع كووورة